# ニュース845 (NHK大阪)
『ニュース845』（ニュースはちよんご）は、1996年4月からNHK大阪放送局の、総合テレビで放送されている『NHKニュース』の関西ローカルニュース番組である。1996年度のタイトルは『きんき845』（第2期）、1997年度 - 2016年度のタイトルは『関西845』であった。現在のタイトルは『関西NEWS845』である。

## 放送時間
- 月曜日 - 金曜日 20:45 - 21:00（JST）
  - 2004年3月までと2018年4月からの祝日、それに年末年始は20:55 - 21:00に「関西のニュース・気象情報」を近畿地方全域で5分間放送する（12月31日を除く）。
  - 2004年4月 - 2018年3月は祝日も放送されていた。
  - 2018年4月以降、主に大型連休の谷間（4月末から5月上旬）やお盆休み（8月中旬）、年末（12月28日まで）などに、大阪局を除くそれぞれの平日の近畿1府4県域の18時台後半の近畿1府4県域向けごとの地域ニュース・情報番組が休止または放送時間短縮などとなり、『ニュースほっと関西 → ほっと関西』の近畿2府4県ブロックネット枠が時間枠拡大となる（ただし、同番組の年末最終放送日は近畿2府4県全域で臨時フルネットになる）場合は、それぞれの近畿1府4県域向けごとの『ニュース845』は放送休止となり、代わりに当番組が臨時に近畿2府4県ブロックネットで放送となる[1]。
  - 2022年2月4日は、20:56から『北京オリンピック 開会式』中継を放送のため、『NHKニュース』（番組表上の表記タイトルは『関西のニュース・気象情報』）に改題の上5分短縮（20:45 - 20:55）して放送された[2]。

## 放送地域
- 平日は、大阪局で放送される。以前は和歌山局にもネットされ、20:50頃に県域放送（『わかやま845』）に切り替えられていた（後述）ため、これ以降が放送地域上では大阪府域ローカルとなっていた。
- 2015年3月30日より、和歌山局製作の『わかやま845』が20:45からの全編ローカル放送を開始したことに伴い、大阪局製作も全編が大阪ローカルとなった。この際、オープニングのタイトルロゴが『関西845』から『ニュース845』になり、音楽も変更されたものの、番組表などにおける正式タイトルは2017年3月31日まで『関西845』のまま変更されなかった。
- 2017年4月3日より、番組表などにおける正式タイトルを『ニュース845〜関西のニュースと気象情報〜』に改めた。
- なお、新聞のテレビ欄においては、全国紙・地方紙とも県内差し替えを含め、新聞社によって「関西各地の [N] ・[天]」と書かれる場合と「845[N][天]」と書かれる場合がある。

## 放送内容
- 関西のニュースと気象情報、全国の気象情報、金曜日には視聴者の投稿ビデオが放送される。番組が放送されている大阪府のニュースに限らず、20:50以降も含め全編にわたって近畿地方全域のニュースが放送される。
- 関西地方で重大なニュースがあった場合は冒頭数分間が近畿ブロック全域に臨時ネットされることもある。
- 2013年3月11日の放送から、大阪局のローカルニュースでは初となる、リアルタイム字幕放送が開始された（祝日・年末年始は除く）。
- 2015年3月30日から、タイトルロゴが『ニュース845』と変更されているが、2017年3月31日まで公式サイト・EPG・新聞では従前の『関西845』のままであった。
- 全国レベルの緊急ニュースが発生した場合やオリンピック期間中など、20:45以外の時間から開始する場合は『NHKニュース』のタイトルに変更して放送する場合がある。

## キャスター
- ほっと関西のキャスターが交替で担当。日によっては22:55、翌朝5:55 - 9:55のラジオ第1のローカルニュースを担当する宿直勤務アナウンサーや、本部東京アナウンス室など他局から応援のアナウンサーの担当になる場合もある[3]。

## 平日夜の関西ローカル枠の変遷
| 放送年度    | 放送時間      | 番組名 |
| ----------- | ------------- | --- |
| 1974 - 1975 | 20:55 - 21:00 | NHKニュース                                                                                               |
| 1976 - 1983 | 20:50 - 21:00 | NHKニュース                                                                                               |
| 1984        | 20:50 - 21:00 | ニュース850                                                                                               |
| 1985 - 1988 | 20:45 - 21:00 | ニュース845                                                                                               |
| 1989 - 1992 | 20:45 - 21:00 | きんき845                                                                                                 |
| 1993 - 1995 | 21:20 - 21:30 | NHKニュース9                                                                                              |
| 1996        | 20:45 - 21:00 | きんき845（復活）                                                                                         |
| 1997 - 2014 | 20:45 - 21:00 | 関西845                                                                                                   |
| 2015 - 2016 | 20:45 - 21:00 | 関西845(オープニングタイトルは「ニュース845」）                                                           |
| 2017 -      | 20:45 - 21:00 | ニュース845〜関西のニュースと気象情報〜（2021年3月29日以降、オープニングタイトルは「関西NEWS845」と表示） |

『ニュース850』『845』の極一時期（1980年代）には、20:55頃から『西日本ダイヤル』と題し、西日本の各放送局からそれぞれのブロック概ね1つずつ、計3つのトピックの放送が行われた。

## 近畿府県域放送
- ローカルニュースの一層の充実を図る観点から、2004年4月から平日については順次府県域放送に切り替えられている。以下、差し替えが開始された順に述べる。

京都府
- 2004年4月…20:53頃から京都府内のニュースに差し替え開始。
- 2005年4月…『京都ニュース845』放送開始。

和歌山県
- 2005年4月…20:50頃から和歌山県内のニュースに差し替え開始。タイトルは『わかやま845』。
- 2015年4月…関西の他府県局と同様、20:45からの全編ローカル放送を開始。

2015年以前でも、ニュースの内容によっては全編ローカルに差し替えられる場合があった。
奈良県
- 2005年4月…20:50頃から奈良県内のニュースに差し替え開始。
- 2006年4月…『なら845』放送開始。
- 2020年9月28日…新局舎への移転に合わせて『ならナビ845』に改題[5][6]。

兵庫県
- 2007年4月…『兵庫ニュース845』放送開始。
- 大阪・神戸両局のエリアが一部重複していることもあり、平日でもこの番組が放送されることがある。

滋賀県
- 2010年9月27日…『おうみ845』放送開始。近畿地方では最後発。